# Nuclear Blast
Nuclear Blast is een Duits onafhankelijk platenlabel en postorderplatendistributeur, gespecialiseerd in heavy metal en subgenres daarvan. Het label werd in 1987 door Markus Staiger opgericht als hardcorepunkplatenmaatschappij. Nuclear Blast wordt gezien als een van de belangrijkste labels binnen het metalgenre. Jaarlijks komen er ongeveer 50 nieuwe uitgaven bij de platenmaatschappij vandaan.

## Kantoren
Het hoofdkantoor staat in het Duitse Donzdorf, Göppingen. Daarnaast heeft Nuclear kantoren in Brazilië en de Verenigde Staten, en promoot het label muziek van twee posthardcore-/metalcorelabels: SharpTone Records, gericht op de Amerikaanse markt en Arising Empire, gericht op de Europese markt.

## Geschiedenis

### 1980-1999
Nuclear Blast werd in 1987 opgericht nadat Markus Staiger tijdens zijn rondreis door de Verenigde Staten zijn lievelingsband Blast had zien optreden. Het label kreeg eerst de naam Blast, maar dat werd al snel veranderd in Nuclear Blast. De eerste uitgave  van het label was een verzamelalbum genaamd Senseless Death, met daarop nummers van Amerikaanse hardcore-artiesten, waaronder Attitude, Sacred Denial, Impulse Manslaughter en een aantal anderen. Binnen een jaar waren alle 1000 exemplaren uitverkocht.
Toen Staiger de uit Las Vegas afkomstige band Righteous Pigs ontdekte, begon Nuclear met het uitbrengen van grindcore-cd's. Hierna tekende het label Atrocity, Master en Incubus, die wereldwijd samen meer dan 30.000 cd's verkochten.
In het begin van de jaren 90 van de twintigste eeuw werd black metal erg populair binnen de Europese underground. Nuclear Blast speelde hier op in door artiesten zoals Dissection en Dimmu Borgir een contract aan te bieden. Tien jaar na de oprichting, in 1997, was Nuclear Blast uitgegroeid van eenmansbedrijf tot een bedrijf met 20 werknemers.

### 2000-heden
In 2002 was de Zweedse band Meshuggah de eerste band sinds de oprichting van Nuclear die op de Billboard 200-hitlijst kwam. Ze eindigden uiteindelijk op plaats 165 met hun album Nothing. Meshuggah was tevens de eerste band op het label die beoordeeld werd door het Rolling Stone-magazine.
In 2004 bracht de Finse symfonische metalband Nightwish hun album Once uit op Nuclear Blast. In veel, vooral Europese landen, eindigde het album in de top 10 van de hitlijsten. In Duitsland behaalde het album zelfs plaats nummer 1 en was daarmee het allereerste album op het label dat in Duitsland die positie bereikte.
In 2015 bracht Slayer het album Repentless uit, wat op nummer 4 eindigde op de Billboard 200-hitlijst. Het was de eerste keer dat een album op het label in de Verenigde Staten zo hoog eindigde.
In 2018 kocht het Franse label Believe een groot deel van de aandelen van Nuclear Blast.
In 2020 richtten Believe en Nuclear een distributie-onderneming genaamd Blood Blast Distribution op, die zich toelegt op de distributie van extreme muziek. In 2021 richtte oprichter Markus Staiger een nieuw platenlabel op: Atomic Fire.
In juni 2022 onthulde Nuclear Blast een nieuw logo. Het logo veroorzaakte opschudding, omdat het vergeleken werd met dat van waterflessenbedrijf Liquid Death. Het bedrijf maakte er enkele grappen over, waarna de ontwerper van het nieuwe Nuclear Blast-logo, Justin Moll, haatbrieven ontving. Liquid Death verontschuldigde zich tegenover Moll en zei dat de kritiek bedoeld was voor Nuclear Blast, die het logo niet had mogen goedkeuren nadat het bedrijf het label er eerder al op gewezen had. Op 23 augustus 2022 verscheen het spel Saints Row met een radiokanaal met Nuclear Blast-artiesten.